# Salvador Brau y Asencio
Salvador Brau y Asencio (Cabo Rojo, 11 de gener de 1842 - San Juan, 5 de novembre de 1912) fou un escriptor, periodista, historiador i polític portoriqueny.
Salvador Brau era fill de Bartomeu Brau, un mestre català d'origen alemany i de la criolla Luisa Antonia Asencio. Els seus pares van influir de manera decisiva en seva la formació. En 1865 es va casar amb Encarnación Zuzurregui i d'aquesta unió naixeran cinc fills.
En 1854, comptant amb dotze anys, es va graduar a la Reial Acadèmia de Bones Lletres de Puerto Rico. Es va veure obligat a mantenir la seva família començant a treballar molt jove però va poder dedicar temps a la seva formació autodidacta. Als setze anys, Brau va mostrar tenir talent per a les lletres escrivint versos i discursos. En 1861, va viatjar a Espanya i va assistir a la Universitat de Barcelona, on va obtenir una llicenciatura en Lletres. Durant la seva estada a Espanya, es va involucrar amb líders autonomistes i va ingressar a aquest moviment. Més endavant, va completar els seus estudis doctorals en Llengües.
Complerts els vint anys, Brau es va posicionar a favor de l'abolició de l'esclavitud. Creia que la Corona Espanyola havia d'atorgar més poders a Puerto Rico i es va unir al Partit Autonomista de Puerto Rico. Va expressar els seus ideals polítics i creences en la trama de les seves novel·les i obres teatrals. Tots els seus llibres constitueixen una aportació a l'estudi de la història de Puerto Rico.
En l'àmbit periodístic va col·laborar en la premsa liberal i al servei del dret i de la justícia social. En 1864, amb vint-i-dos anys, va escriure un article, publicat a El Fomento, contra el sistema de llibretes per jornalers. També va col·laborar en la premsa de San Juan, a El Buscapié, escrivint articles i editorials de caràcter social.
El primer període de creació literària de Brau abasta de 1870 a 1880:
- El fantasma del puente'm
- Héroe y martir, drama d'alè èpic, s'inspira en els tràgics episodis dels comuners de Castella
- De la superfície al fondo, comèdia de costum locals, celebra l'adveniment de la República Espanyola
- La vuelta al hogar, commemora l'abolició de l'esclavitud
- Poemes: Gloria al trabajo, Redención y Nueva Aurora

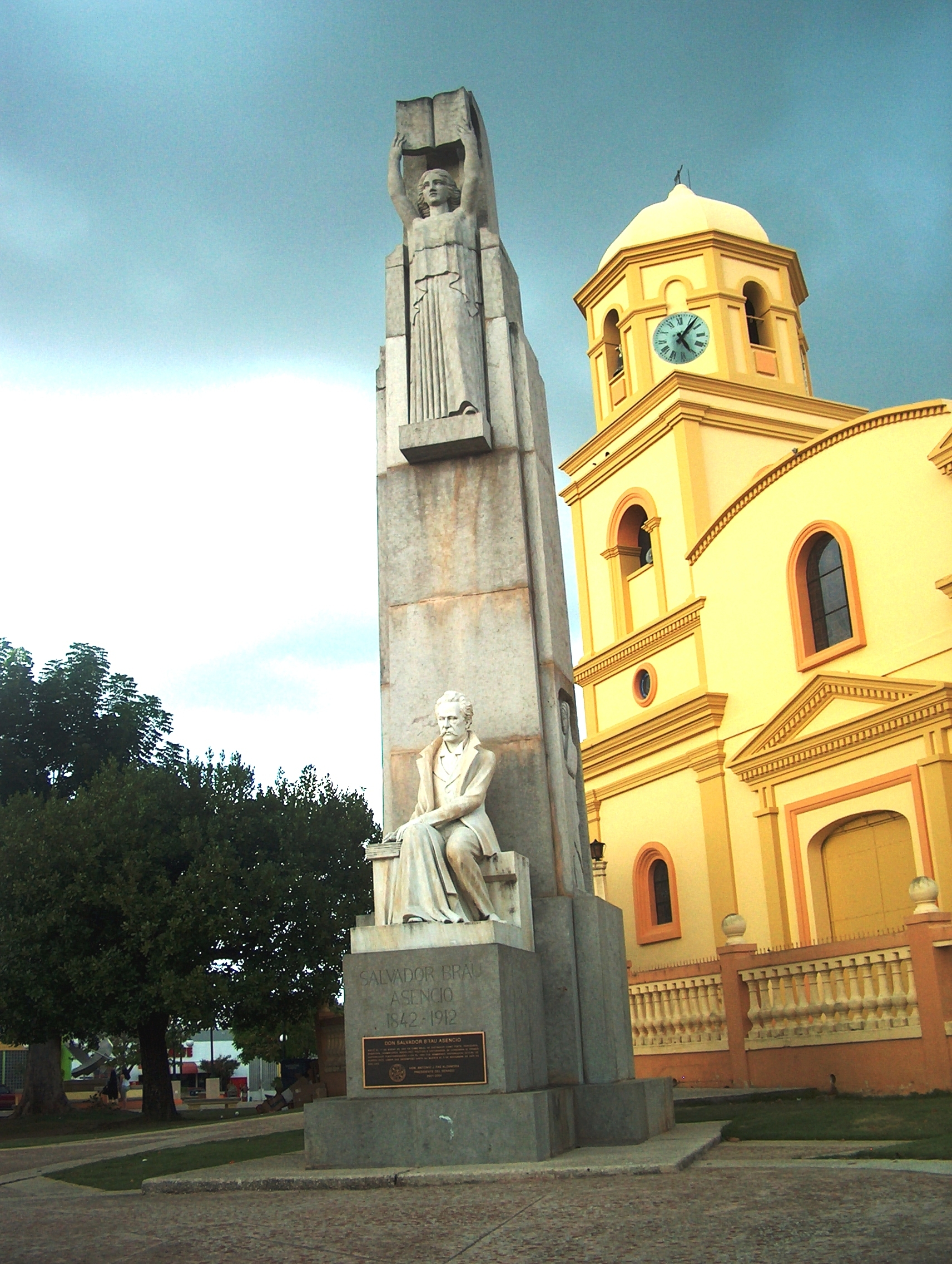
Monument a Salvador Brau, a Cabo Rojo, davant de l'església de San Miguel Arcàngel (2007)

L'any 1880, Brau es va traslladar a la ciutat de San Juan, com a redactor d'El Agente i d'El Clamor del País. En aquesta segona època de la seva vida, Brau també conrea la poesia i el drama, escrivint Homenaje a Calderón de la Barca i Los horrores del triunfo (1887), obra de caràcter històric, inspirada en el èpic repudi pels sicilians del poder francès. També va destacar com a sociòleg i historiador. Les seves obres: Las clases jornaleras de Puerto Rico, La campesina, La herencia devota, La danza, La pecadora.
En 1889, Brau va ser triat Diputat Provincial per Mayagüez i en 1891 va ser reelegit com a Secretari General del Partit Autonomista. En 1894, va ser nomenat comissari de la Diputació Provincial. Brau va ser el 1894 a Espanya a realitzar, a l'Arxiu d'Índies, treballs d'investigació històrica. Allí va romandre un any. De retorn la Diputació Provincial el va nomenar, el 1896, cronista oficial.
Després de 1898, any en què s'estableix la presència nord-americana a Puerto Rico, Brau es va deslligar totalment de la política. Va escriure: Historia de Puerto Rico, síntesi de quatre segles de la història porto-riquenya, La colonización de Puerto Rico, El abolengo separatista en Puerto Rico i Miranda en Puerto Rico. El 1903, va ser nomenat Historiador Oficial de Puerto Rico pels Estats Units, càrrec que va exercir fins a la seva mort.
Salvador Brau va morir a San Juan el 5 de novembre de 1912. Les seves restes descansen en el cementiri Santa María Magdalena de Pazzis del Vell San Juan. Brau va ser un dels pocs porto-riquenys a ser honrat per la Comissió Marítima dels Estats Units quan es va anomenar un vaixell de càrrega, classe Liberty, de la Segona Guerra Mundial, el SS Salvador Brau, USMC casc Nombre 1543. El vaixell va ser construït el 1944.